# Hirgigo
Hirgigo (även känt som Arkiko) Arabiska: ( حرقيقو) är ett samhälle omkring 25 kilometer söder om hamnstaden Massawa, vid Röda Havet i Eritrea. I Hirgigo finns Eritreas största elkraftverk som försörjer Eritrea med mer än 70% av dess elektricitet. Denna stad var platsen för en fruktansvärd massaker av Derg militära junta i Etiopien den 6 april 1975 och den 31 december 1976. Detta hände under det eritreanska självständighetskriget. Ursprungsbefolkningen är från Tigre folkgruppen, och talar både Tigre och arabiska. Efter dem fruktansvärda händelserna som skett i staden, immigrerade stor del av befolkningen till utlandet. Idag finns en stor del av befolkningen utspridda i världen, framför allt i Sudan och Saudiarabien. 

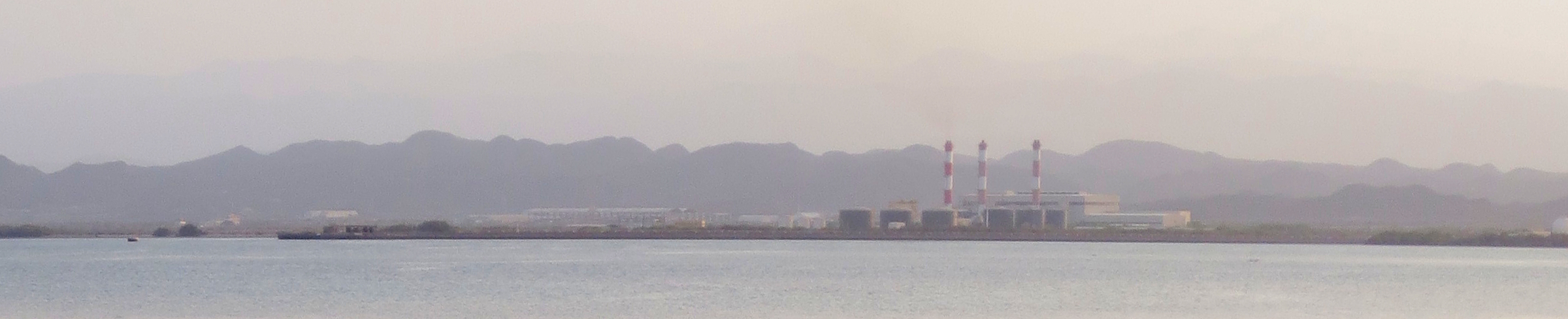

## Historia
Från 800-talet och fram till 1500-talet var samhället ett islamiskt sultanat under inflytande av umayyaderna och sedan Osmanska riket. 